# Lachneratus phasmaticus
Lachneratus phasmaticus är en fiskart som beskrevs av John Fraser och Struhsaker, 1991. Lachneratus phasmaticus ingår i släktet Lachneratus och familjen Apogonidae. Inga underarter finns listade i Catalogue of Life.